# Alsou
Alsu Ralifovna Abramova (tiếng Nga: Алсу Рәлиф кызы Абрамова, tiếng Latin: Alsu Rälif qızı Abramova) được biết đến với nghệ danh Alsu (Алсу), là một ca sĩ, nhạc sĩ hàng đầu của sân khấu nhạc nhẹ Nga hiện nay.